# Distretto di Nagapattinam
Il distretto di Nagapattinam è un distretto del Tamil Nadu, in India, di 1 487 055 abitanti. Il suo capoluogo è Nagapattinam.